# Cizinec hledá byt
Cizinec hledá byt je existenciální román Egona Hostovského, poprvé vydaný roku 1947. 
Dílo se odehrává po druhé světové válce v New Yorku. Pojednává o útrapách lékaře Václava Marka, který se snaží najít klidný byt, kde by mohl dokončit svou vědeckou práci o léčbě vysokého tlaku. Z každého pokoje, který nalezne, je ale okolními podmínkami a lidmi vystrnaděn. Neschopnost nalézt klidný pokoj s postelí a psacím strojem dohání hlavního hrdinu k naprostému zoufalství. Vzdává se své životní mise dokončit dílo a spokojeně umírá.

## Děj
V díle se nachází dvě hlavní dějové linky, a to práce-poslání a tajemná volání. Vypravěč je heterodiegetický. Děj se většinou odehrává v přítomném čase.
Psychologické dílo rozvíjí příběh výborného českého lékaře – internisty Václava Marka, který v roce 1945 odjíždí do Spojených států, aby zde dokončil dlouholetý výzkumný projekt zabývající se léčbou vysokého krevního tlaku. Ke své práci potřeboval ničím nerušené prostředí, proto hledal podnájem, jenž by mu zajišťoval opravdové soukromí. Netušil, že se tímto banálním požadavkem roztočí pro něho bludný kruh, z kterého do konce života nedokázal uniknout. Navzdory své klidné a vstřícné povaze i všem lidem prospěšnému poslání své práce nenacházel u svých domácích pochopení. Často se dostával do konfliktů i s druhými nájemníky. A tak střídal jeden byt za druhým. Žil u rakouského filozofa Julia Wagnera (bývalý Markův profesor), u bohaté vdovy Carson Woolfové, v nájemním penzionu u paní Noskové, podivné osůbky vlastnící prádelnu a ubytovnu.
Lidé mají dost svých starostí, nechápou jeho postoj k životu. Čím dál více se pro ně stává „cizincem“. Porozumění se mu dostane až u Václava Nováka, starousedlého Čecha. Doktor Marek však už není schopen vidět světlo ve svém životě, propadá beznaději a pocitu úplného odcizení. Jímá jej strach o lidstvo, které je nemocné falší, touhou po moci a penězích, netolerancí a sobeckostí. V úzkostech o svět umírá. Hledání bytu se stává symbolem osudové touhy člověka být v kontaktu s okolním světem. Realizace této snahy však často připomíná nekonečnou práci Sisyfa.

## Charakteristika hlavních postav

### Doktor Václav Marek
Doktor Marek není autorem nijak zvlášť rozpracován, je záhadou pro ostatní postavy i čtenáře. Dr. Marek je postava uzavřená, poraněná, zvláštní, útlocitná, těžko navazuje vztahy s ostatními, snaží se uniknout z vnitřní sítě, proto se často cítí nesvůj, hledá ale porozumění, vzájemnou sdílnost a asimilaci. Lidé očekávají od Marka víc, než on jim dokáže dát. Asi to způsobuje jeho bolestný a zároveň chápavý úsměv. Lidé kolem něho pak mají pocit, že on jim rozumí. Doktor Marek se chová uctivě, neustále se uklání.
V Dr. Markovi jsou zachyceny i autobiografické prvky autorova života. Hostovský i Marek utíkají před Němci z Francie přes Španělsko do USA. Oba zanechali v Československu svého potomka, kterému posílali šaty a potraviny. Postava Václava Nováka pochází z Náchoda, kde autor studoval.

### Paní Normanová
Paní Normanová nevěří doktoru Markovi, je vyhýbavá a podezřívavá.

### Carson Woolfová
Carson Woolfová je psychologicky propracovaná postava, typ osamělé Američanky, jeví se jako velmi osamělá, nezajímají ji ostatní lidé, nenaslouchá jim. Díky doktoru Markovi se vyprostí ze svého každodenního života a začíná se mu věnovat. Později se věnuje pouze dr. Markovi, ostatní ji nezajímají a nechce, aby se někdo zajímal o ni.

### Václav Novák
Václav Novák pomáhá lidem, okamžitě se snaží doktoru Markovi pomoci. Jakýsi kontrast k dr. Markovi, který neustále mění svoje bydlení, Novák se silně spjat s jedním jediným bytem.

## Témata

### Marek cizincem
Marek se vyznačuje jako pasivní literární hrdina. Cizincem je nejen proto, že žije v cizině. Cizincem se pro ostatní lidi stává hlavně proto, že nemá potřebu s jinými sdílet svá tajemství, která ostatní dráždí. Neznamená to ovšem, že by Marek neměl svůj vlastní názor. Jeho pasivita je zapříčiněna, mimo jeho klidnou povahou, potřebou udržet si byt, proto se snaží se všemi maximálně vycházet. Marek se stává cizincem i pro samotného čtenáře, jelikož je líčen pouze z perspektivy dalších postav nebo pomocí vypravěčského objektivního výkladu, který představuje pouze vnější popis chování apod. Postava Marka je tedy postavena do kontrastu s propracovanými psychologickými portréty těch, s nimiž se v průběhu své pouti setkává. Jedná se především o lidi nešťastné, které autor líčí bez přikrášlení a často jim dává dokonce úděsnou podobu šklebících se karikatur. Jen výjimečně můžeme v knize objevit pozitivní rysy.

### Tajná milenka, hovory se Smrtí?
Téma identity neznámé volající. Záhadná žena, která vede s Markem občasné telefonáty, sehrává symbolickou úlohu v absurdním osudu jako Beckettův Godot, na kterého se celou dobu čeká, ale který nepřichází. Řada literátů se domnívá, že se jedná o abstraktní personifikaci Smrti.

### Byt beze střechy
Téma hledaného bytu zde vystupuje jako nedosažitelný cíl. Hledání bytu se stává symbolem nekonečné pouti, tzv. sisyfovským údělem bez konce a naplnění. Samotný motiv hledání má smyl sám o sobě, není důležitý cíl cesty, ale cesta sama.

## Titul
Samotný název Cizinec hledá byt je symbolický. Hlavní postava doktor Marek není cizincem pouze kvůli svému původu, cizincem se stává kvůli neochoty mluvit o svém životě. Sám získává lásku zvířat, dětí a nemocných. Oproti tomu dospělí doktora Marka často podezírají a trápí je, že o něm nevědí žádnou špatnost. Byt symbolizuje domov jako místo, kde je člověk chráněn před vnějším světem.

## Adaptace

### Rozhlasové zpracování
Román Cizinec hledá byt byl v roce 2003 zpracován v Českém rozhlasu jako dvanáctidílná četba na pokračování. Toto zpracování připravila Vlasta Skalická, knihu četl Jan Vlasák a režisérem byl Petr Adler.